# جين سمارت
جين إليزابيث سمارت (بالإنجليزية: Jean Smart)‏ (من مواليد 13 سبتمبر 1951) ممثلة أفلام وتلفزيون و مسرح أمريكية الجنسية، تألقت في الفترة من 1986 إلى 1991 في مسلسل Charlene Frazier Stillfield .

## روابط خارجية
- جين سمارت على موقع IMDb (الإنجليزية)
- جين سمارت على موقع روتن توميتوز (الإنجليزية)
- جين سمارت على موقع ألو سيني (الفرنسية)
- جين سمارت على موقع ميوزك برينز (الإنجليزية)
- جين سمارت على موقع أول موفي (الإنجليزية)
- جين سمارت على موقع قاعدة بيانات برودواي على الإنترنت (الإنجليزية)
- جين سمارت على موقع قاعدة بيانات الأفلام السويدية (السويدية)
- جين سمارت على موقع إن إن دي بي (الإنجليزية)
- جين سمارت على موقع قاعدة بيانات الفيلم (الإنجليزية)
- جين سمارت على موقع كينوبويسك (الروسية)